# Rugathodes acoreensis
Rugathodes acoreensis är en spindelart som beskrevs av Jörg Wunderlich 1992. Rugathodes acoreensis ingår i släktet Rugathodes och familjen klotspindlar. Inga underarter finns listade i Catalogue of Life.